# Albert Droulers
Pour les articles homonymes, voir Droulers.
Vous pouvez aider à l'améliorer ou bien discuter des problèmes sur sa page de discussion.
- Il ne cite pas suffisamment ses sources. Vous pouvez indiquer les passages à sourcer avec {{référence nécessaire}} ou {{Référence souhaitée}}, et inclure les références utiles en les liant aux notes de bas de page. (Marqué depuis décembre 2018)
- Certaines informations devraient être mieux reliées aux sources mentionnées dans la bibliographie ou les liens externes. Améliorez sa vérifiabilité en les associant par des références. (Marqué depuis décembre 2021)

- Archive Wikiwix
- Bing
- Cairn
- DuckDuckGo
- E. Universalis
- Gallica
- Google
- G. Books
- G. News
- G. Scholar
- Persée
- Qwant
- (zh) Baidu
- (ru) Yandex
- (wd) trouver des œuvres sur Wikidata

Albert-Paul Droulers, né le 22 décembre 1887 à Tourcoing et mort le 3 juin 1950 à Amiens, est un ecclésiastique catholique français, évêque d'Amiens de 1947 à 1950.

## Biographie
Issu d'une famille d'industriels du Nord, il est le fils de Georges Émile Droulers et de Mathilde Marie Screpel. 
Docteur en théologie à Rome en 1912, Albert Droulers est ordonné prêtre le 29 juin 1910 à l'église Saint-Sulpice à Paris. Il commence sa carrière ecclésiastique en tant que vicaire de Marquette (sur les lieux mêmes où son ancêtre était échevin), puis à Loos. Il est ensuite successivement curé de Lille Fives, doyen de l'église Saint-Éloi de Dunkerque et curé de l'église Saint-Martin de Roubaix.
Il est nommé évêque d'Amiens par le pape Pie XII le 14 février 1947, ordonné le 6 mai suivant par Achille Liénart, évêque de Lille, et installé solennellement le 20 mai. Il reste évêque jusqu'à sa mort le 3 juin 1950, à Amiens.
Il obtient la croix de guerre et la médaille de la Reconnaissance française pour sa bravoure lors des bombardements de Dunkerque au cours de la Seconde Guerre mondiale.

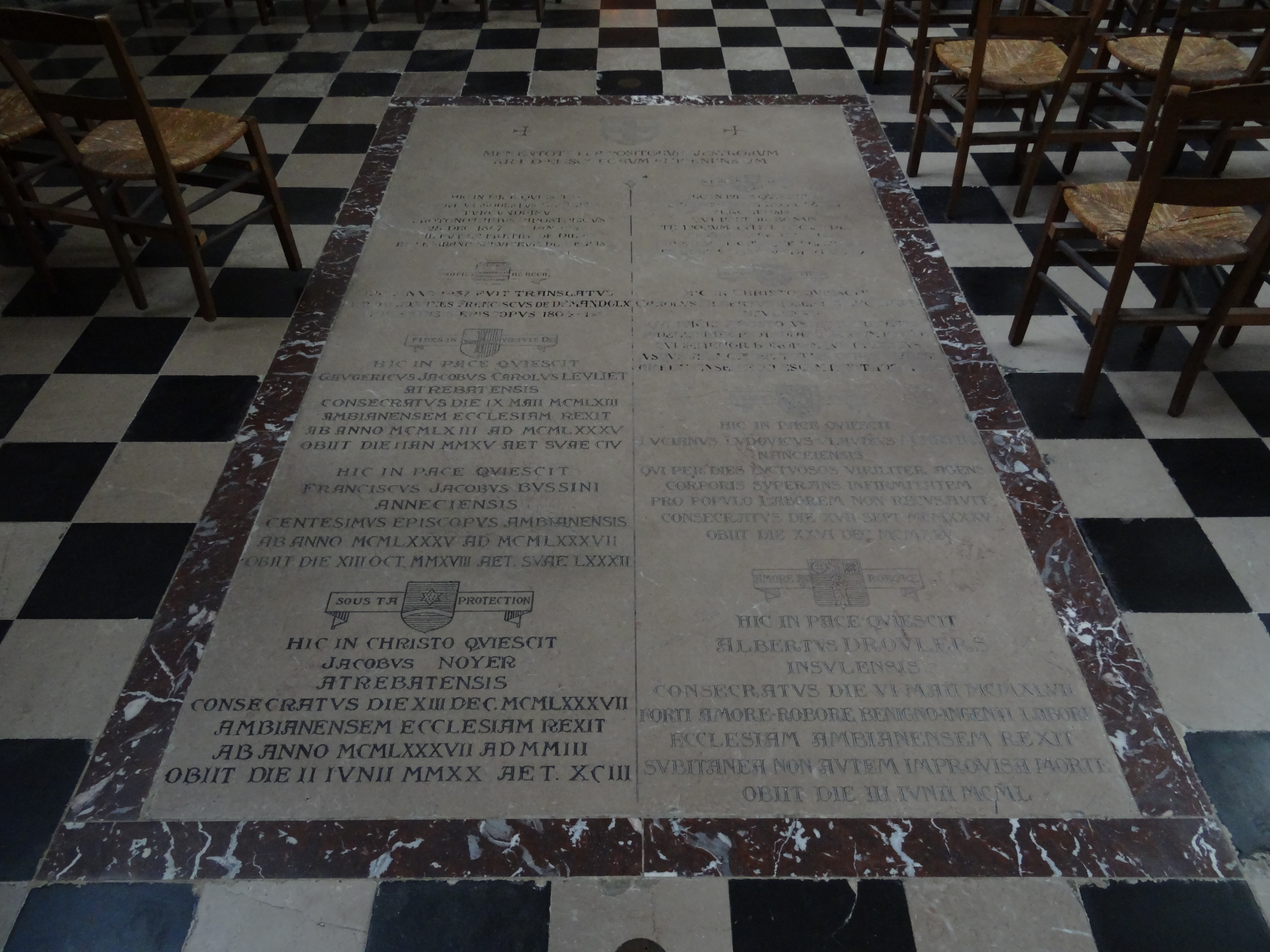
Vue de la dalle qui recouvre le caveau des évêques d'Amiens dans la chapelle Notre-Dame-de-Pitié de la cathédrale d'Amiens (Somme).

Il est inhumé dans le caveau des évêques de la cathédrale Notre-Dame d'Amiens.

## Publications
- Sous le poing de fer : quatre ans dans un faubourg de Lille, 1918, 244 p.
- Le boche tel qu'il est, Bloud & Gay éd., 1919, 30 p. ; éditeur scientifique : Amitiés catholiques françaises dans le monde.
- (préface d'Albert Droulers) Les enseignements sociaux des papes mis à la portée de tous, 1950[2].